# Kollegowdanahalli, Heggadadevankote
Kollegowdanahalli là một làng thuộc tehsil Heggadadevankote, huyện Mysore, bang Karnataka, Ấn Độ.